# Neustädter Kirche St. Marien (Einbeck)
Die Kirche St. Marien war die spätgotische Pfarrkirche der Einbecker Neustadt; sie stand bis zu ihrem Abbruch 1963 auf dem Neustädter Kirchplatz. Teile der Ausstattung wurden in die neu erbaute Marienkirche am Sülbecksweg überführt.

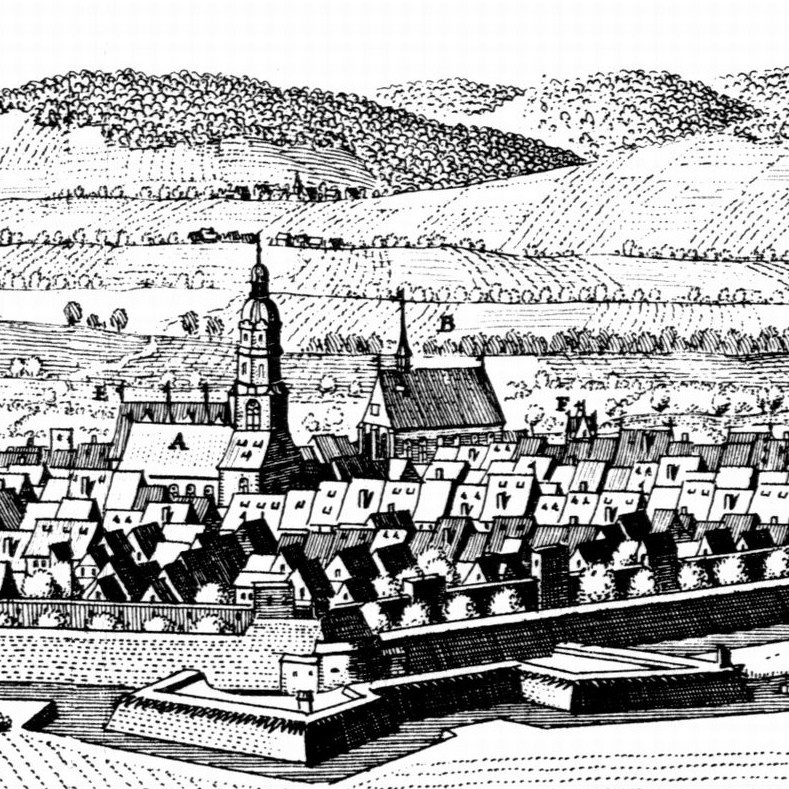
Neustädter Kirche mit Dachreiter (B) neben der Marktkirche mit Turm (A). Detail aus einem Stich von Merian 1654.

## Die Vorgängerkirche auf dem Neustädter Kirchplatz
Der frühgotische Vorgängerbau der Marienkirche war ein dreischiffiges Langhaus mit dreipolygonalem Chor. Diese Kirche wurde im 13. Jahrhundert als Filial von St. Alexandri erbaut. Westlich nebenan befand sich seit 1316 das erste Einbecker Nonnenkloster. Die Nonnen konnten die Marienkirche mitbenutzen. Sie hatten über eine Brücke direkten Zugang auf die Nonnenempore in dieser Kirche.

## Der Kirchenbau des 15. Jahrhunderts

### Bau und Merkmale

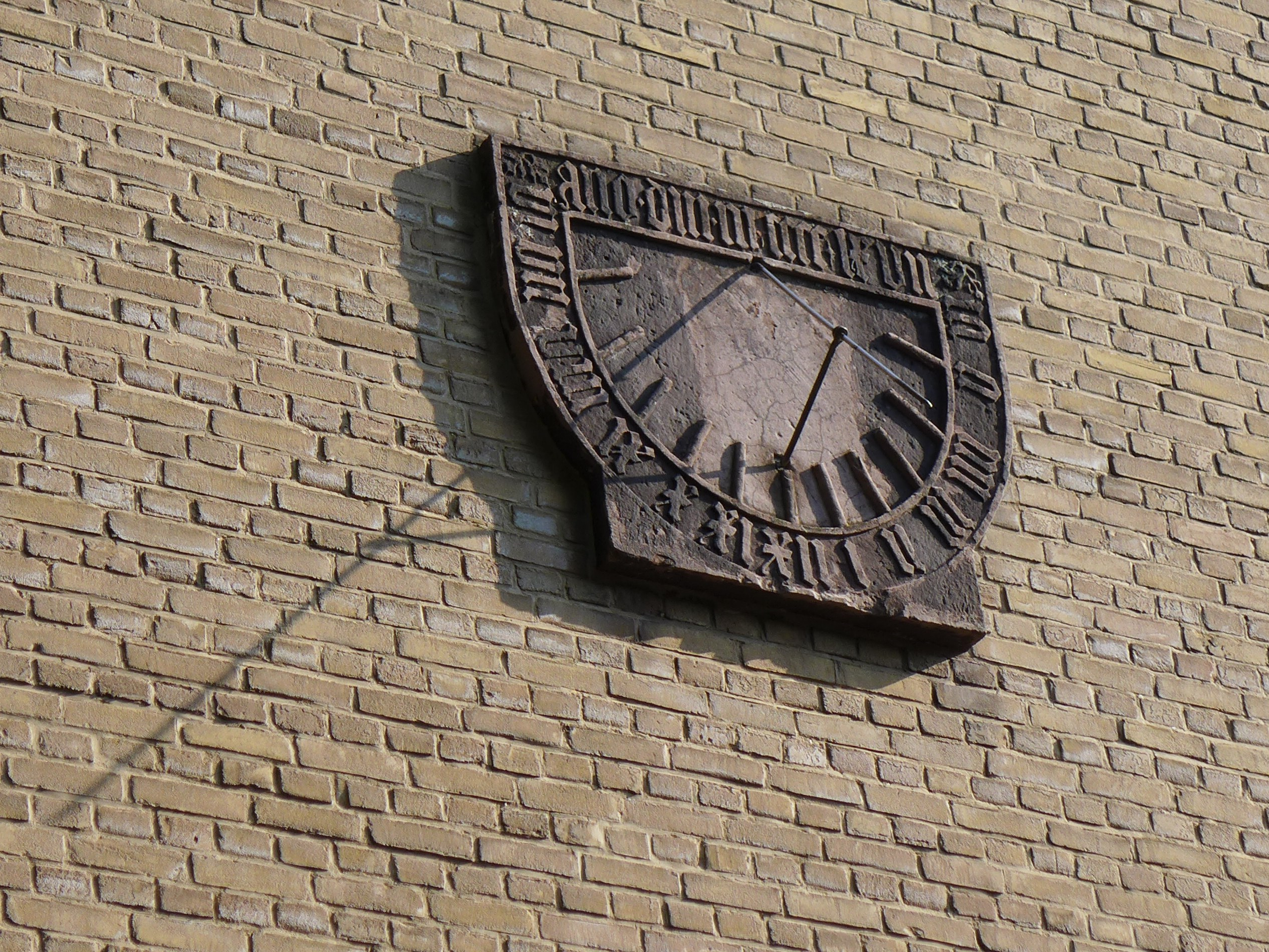
Alte Sonnenuhr von 1467 an der neuen Marienkirche am Sülbecksweg.

Die Blüte Einbecks im 15. Jahrhundert ermöglichte es den Bürgern, verschiedene Großprojekte zu realisieren. So wurde die Marienkirche neu gebaut, der Vorgängerbau dafür sukzessive bis auf die Grundmauern abgerissen. An diesem Projekt wurde lange gearbeitet, mit einem Schwerpunkt der Bauaktivitäten in der 2. Hälfte des 15. Jahrhunderts. Baumaterial war der am Altendorfer Berg gebrochene Buntsandstein. Die neue Kirche war nur unwesentlich breiter, aber länger als ihre Vorgängerin: 45 m lang und 29 m breit bei 15 m Traufhöhe. Im Westen schloss der Bau mit einer Einturm-Fassade ab, vergleichbar der benachbarten Marktkirche St. Jacobi. Als letztes Element wurde der Chor um 1525 fertiggestellt. Er war so breit wie das Mittelschiff, aber 3 m höher. 1589 wurde von Johann Friedemann, einem Kanoniker am Braunschweiger Dom, eine Orgel in die Kirche eingebaut. 1467 bekam sie eine Sonnenuhr.

### Beschädigungen durch Stadtbrände
Beschädigungen durch den Stadtbrand von 1540
Die Marienkirche wurde durch den Stadtbrand schwer getroffen. Der Westturm stürzte ein und wurde nicht wieder aufgebaut. Die Kirche musste neu eingedeckt werden und erhielt einen Dachreiter über dem östlichen Langhaus.
Beschädigungen durch den Brand der Neustadt 1826
Hatte der Stadtbrand von 1540 alle Einbecker Kirchen in Mitleidenschaft gezogen, so war vom Brand 1826 nur die Neustädter Kirche betroffen. Gewölbe und Westfassade stürzten ein. Es standen nur noch die Außenmauern und der Chor mit seinem Maßwerk. 14 Jahre blieb die Ruine der Witterung ausgesetzt. 

### Wiederaufbau

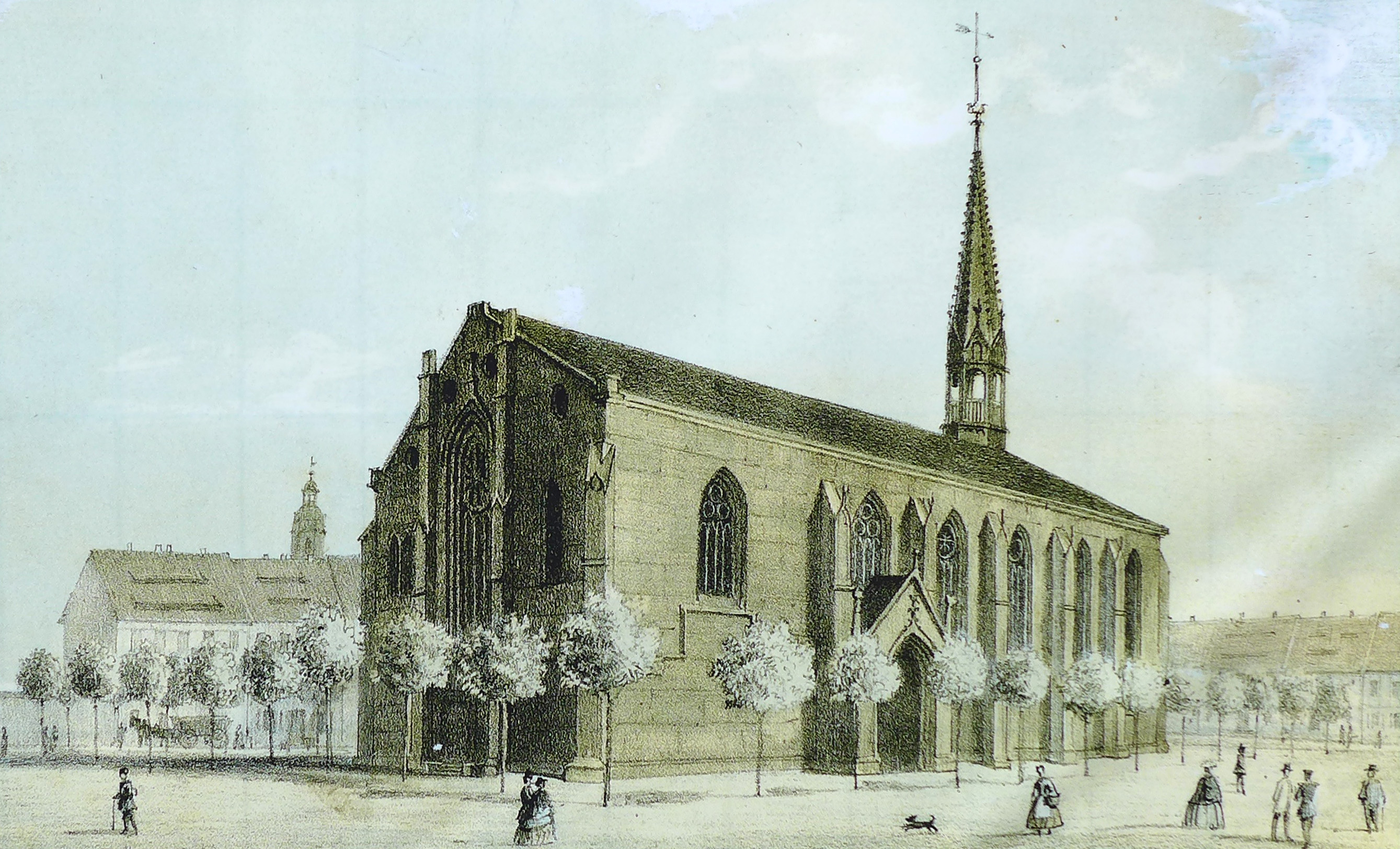
1847

Der Wiederaufbau von 1840 bis 1846 im Stil des frühen Historismus war noch stark dem Klassizismus verpflichtet. Der Architekt war August Heinrich Andreae. Insbesondere die Westfassade gestaltete er ganz neu mit einem großen Maßwerkfenster über einem Doppelportal. Im Chor ließ er den Fußboden um 2,34 m anheben, so dass ein Hoher Chor entstand, zu dem eine breite Freitreppe hinaufführte. Anstelle des steilen mittelalterlichen Dachs hatte der neu aufgeführte Dachstuhl eine Neigung von 30 Grad.
Bereits bei den Arbeiten der 1840er Jahre wurde man auf statische Probleme der Neustädter Kirche aufmerksam; diese verschärften sich 1852 durch das Aufsetzen eines neugotischen Dachreiters mit Geläut.

### Abriss
1953 nahm man ein neues, größeres Geläut in Dienst, ohne die Statik der Kirche zu verbessern. Die Schäden vermehrten sich entsprechend, bereits 1958 musste das neue Geläut wegen Einsturzgefahr gesperrt werden. Zunehmend wurde auch die Neigung der Wände als Problem erkannt. Der Grund dafür war der instabile Baugrund (Schluff).
Plante man zunächst noch die statische Sicherung der Fundamente, so schien im Verlauf des Jahres 1962 ein Abbruch attraktiver.

### Zwischenlösung
In der Übergangsphase zwischen Abriss und Neubau in den 60ern wurde eine Baracke als Kirchenraum genutzt.

## Weitere Entwicklung

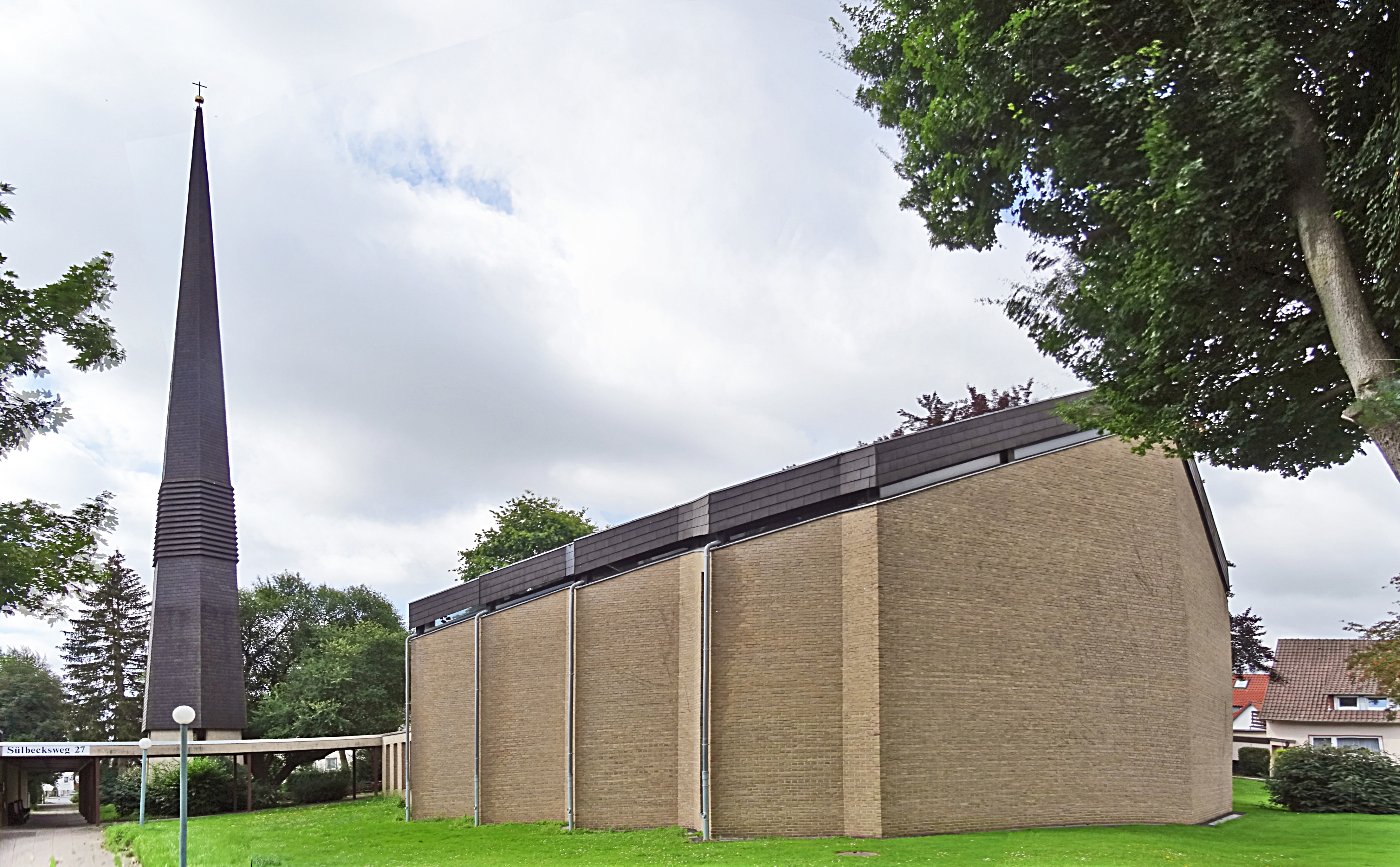
Die neue Kirche am Sülbecksweg

### Neue Neustädter Kirche St. Marien
Bau und Nutzung
Am neuen Standort Sülbecksweg wurde in den 60ern eine neue Kirche errichtet. Zu der neuen Marienkirche in moderner Gestalt mitten im Neubaugebiet westlich der Einbecker Altstadt gehört ein Campanile aus Beton. Die Kirchengemeinde gehört zum Kirchenkreis Leine-Solling. Die Kirche dient zugleich als Jugendkirche Marie dieses Kirchenkreises.
Erhaltene Elemente der abgebrochene Kirche im Neubau am Sülbecksweg
- Teile des Außenfrieses am Chorpolygon wurden als Spolien in den Neubau einbezogen.
- An der Außenwand befindet sich die spätmittelalterliche Sonnenuhr.
- Eine Sakramentsnische befindet sich im Innenraum der modernen Kirche, auf der Südseite.
- Das überlebensgroße Kruzifix (Christus als Schmerzensmann, spätes 15. Jahrhundert), einziges nach den Bränden noch vorhandenes Ausstattungsstück der spätgotischen Kirche, hängt heute an zentraler Stelle im Chorraum der Marienkirche.
- Acht biblische Figuren der frühhistoristischen Altarwand wurden ebenfalls in den modernen Kirchenraum übernommen.
- Von den Grabplatten sind nur zwei erhalten (von 1604 und 1675).

### Neustädter Kirchplatz

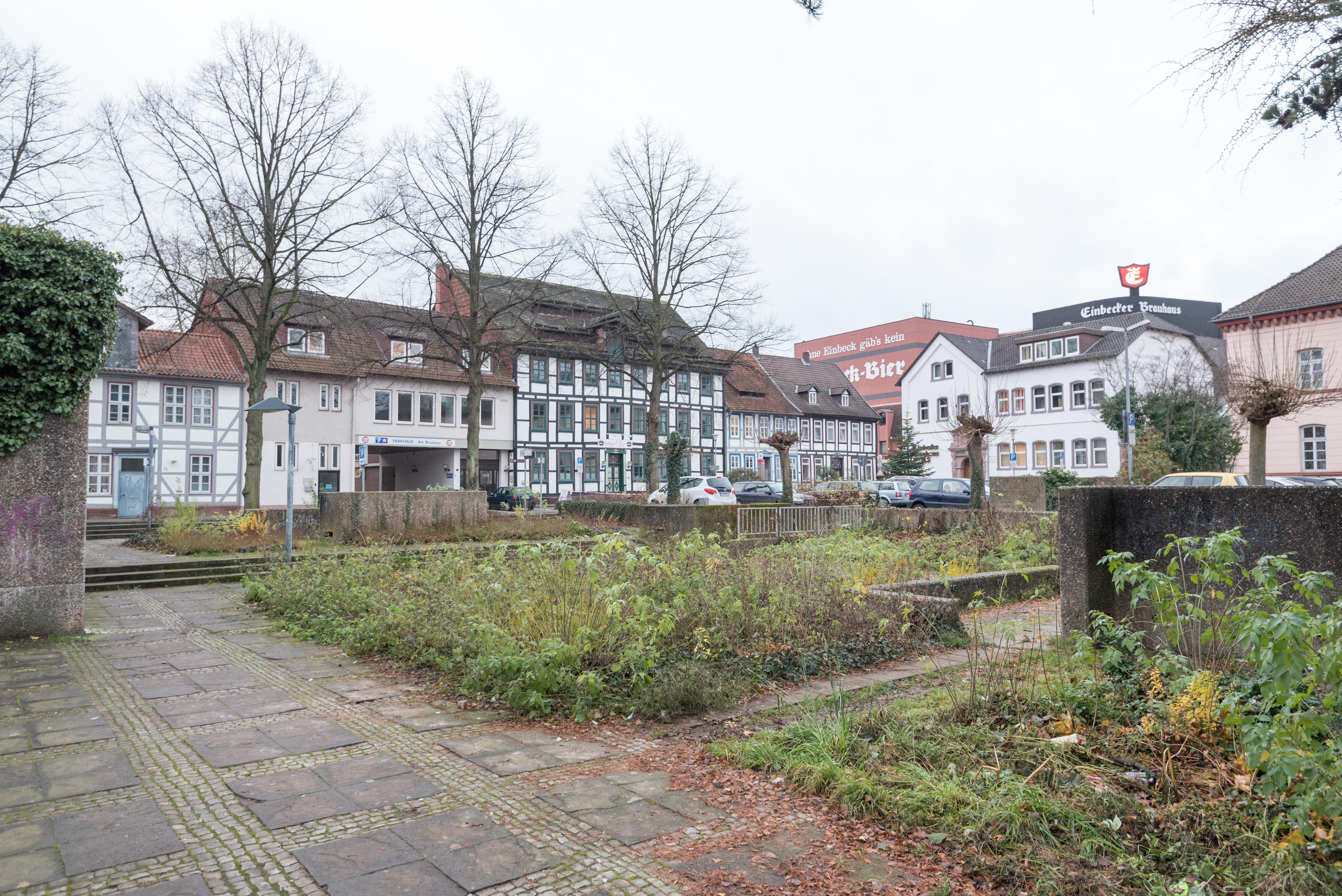
Der Neustädter Kirchplatz: hier stand bis 1963 die Marienkirche.

Der Standort der abgerissenen Kirche, der Neustädter Kirchplatz, ist neben dem Marktplatz einer der zentralen Plätze der Stadt. Er wurde in den 70ern zur Hälfte als Parkplatz eingerichtet und in der anderen Hälfte mit einer Filiale der Sparkasse Einbeck bebaut. In der Baugrube für dieses Gebäude wurden Scherben von Keramikgegenständen aus den Jahren vor dem Dreißigjährigen Krieg gefunden. Zu den Fundstücken gehörten auch Kugeln aus Steinzeug zur Verwendung in Tarasbüchsen im 15. Jahrhundert. Die Filiale wurde später umgenutzt als Gemeindehaus der Jacobigemeinde. Die Fläche zwischen Gemeindehaus und Parkplatz wurde mit Elementen aus Waschbeton gestaltet. Zur zeitgemäßen Neugestaltung wurde 2016 ein Wettbewerb für Freiraumplanung veranstaltet, dessen Siegerentwurf eine Umgestaltung des Platzes bis zum Amtsgericht als Fußgängerzone vorsieht. Das Gemeindehaus soll durch einen Pavillon ersetzt werden. Nach der Planungsphase 2018/19 wurden die Bauelemente aus Waschbeton 2020 abgeräumt. Bei Grabungen 2022 wurden zahlreiche Gräber gefunden.